# SN 2011hh
SN 2011hh – supernowa typu Ia odkryta 26 października 2011 roku w galaktyce A025704+4947. W momencie odkrycia miała maksymalną jasność 16,90m.